# خانه واعظی
خانه واعظی مربوط به دوره قاجار است و در کرمان، خیابان امام خمینی، کوچه شیخ الرئیسی، پ ۶۰ واقع شده و این اثر در تاریخ ۱۲ تیر ۱۳۸۴ با شمارهٔ ثبت ۱۲۰۰۹ به‌عنوان یکی از آثار ملی ایران به ثبت رسیده است.